# 伯納德·德斯班雅
伯納德·德斯班雅（法語：Bernard d'Espagnat，法語發音：[bɛʁnaʁ dɛspaɲa]，1921年8月22日—2015年8月1日）是法國理論物理學家、科學哲學家和作家，知名於現實之本質的研究。 維格納－德斯班雅不等式是以他的名字命名。
名言：「實驗證實：世界是由獨立於人類意識的實體所組成的這個學說，與量子力學互相矛盾。」 

## 早年
1921年8月22日，伯納德·德斯班雅於出生於法國南方小鎮富爾馬尼亞克，他的父親喬治·德斯班雅Georges d'Espagnat是一名後印象派畫家。他早年大部分都在巴黎度過，在父母的薰陶下，他對古典文學和藝術養成的熱愛。在巴黎就學時，就已對人文學科感興趣，特别是哲學。雖然他熱愛哲學，卻也專攻科學與數學，因為他認為哲學的進步需要當代科學的知識和實踐。
1939年，當他計畫就讀巴黎綜合理工學院時 ，第二次世界大戰爆發，德軍佔領巴黎，使他逃往瑞士，擱置了學業。

## 教育和學術生涯
德斯班雅1947年畢業於索邦大學，1950年又在該校亨利·龐加萊研究所（Institut Henri Poincaré）取得哲學博士，博士導師為路易·德布羅意。他於1947至1957年間擔任法國國家科學研究中心（CNRS）的研究員。 在這段期間，他曾在芝加哥與恩里科·費米合作（1951至1952年），又參與過尼爾斯·波耳在哥本哈根研究所領導的研究計畫（1953至1954）。1954至1959年，他在日内瓦的歐洲核子研究組織（CERN），擔任首席理論物理學家。 
自1959起一直到1987年退休為止，德斯班雅在索邦大學理學院擔任資深講師。1980年至1987年，他擔任巴黎第十一大學（又稱南巴黎大學）理論物理和基本粒子實驗室主任。他也擔任過德州大學奧斯汀分校（1977年）和加州大學聖塔芭芭拉分校（1984年）的客座教授 。
德斯班雅於1975年成為國際科學哲學學會（AIPS）的會員，又於1996年成為法蘭西人文院院士。為了發展出「蒙紗的現實」這一概念，他對貝爾不等式進行實驗，這一點吸引了約翰·鄧普頓基金會的注意。2009年3月，德斯班雅因為其著作「承認科學無法完全解釋『存在的本質』」而獲得2009年鄧普頓獎。
2015年，德斯班雅於巴黎去世。

## 哲學觀
雖然大多數物理學家對量子力學詮釋的問題關注甚少，德斯班雅卻對此感到困擾。 他的第一本書《當代物理學觀念》 （1965年）就提出這些詮釋問題，并草擬了一些可能的解決方案，他在書中強調「科學家要面對自己追求的議題」。
隨後，德斯班雅成為在量子物理學實驗中發掘深刻哲學意義的第一批詮釋者。 在《科學美國人》雜誌1979年的文章〈量子理論與現實〉（The Quantum Theory and Reality），以及1979年暢銷書 À la recherche du réel, le regard d'un physicien 中 ，他鼓勵物理學家和哲學家重新思考量子力學詮釋問題，這些問題雖然長期以來不受重視，但目前卻成為新領域研究——現實本質——的基本問題。 
德斯班雅在他的著作 Le réel voilé, analyse des concepts quantiques 中，發明了「蒙紗的現實」（réel voilé；veiled reality）一詞，並解釋為什麼過去十年眾多重要實驗還沒讓傳統實在論恢復成為量子力學詮釋的主流觀點。他的另一部著作On physics and philosophy，被物理哲學作家羅蘭·歐姆內斯譽為「有關該主題迄今最完整、可能也將是最完整的一本書」。他於2008年與Claude Saliceti合著的《Candide et le Physcien》是一本通俗易懂的入門書，該書所提出的50個問題，不僅找出當代物理學中先入為主的觀念並加以糾正，同時也審視這些觀念所揭露的概念性與哲學性變化。

## 著作
- 1965 - Conceptions de la physique contemporaine; les interprétations de la mécanique quantique et de la mesure. Paris: Hermann.
- 1976 - Conceptual Foundations of Quantum Mechanics, 2nd ed. Addison Wesley.
- 1979 - À la recherche du réel - Le regard d'un physicien. Gauthier-Villars
- 1982 - Un atome de sagesse: Propos d'un physicien sur le réel voilé. Paris: Le Seuil.
- 1983 -  In Search of Reality. Springer. 翻譯自 A la recherche du réel, le regard d'un physicien.
- 1984 - Nonseparability and the Tentative Descriptions of Reality.
- 1989 - Reality and the Physicist: Knowledge, Duration and the Quantum World. Cambridge Univ. Press., 284 pages, by Bernard D'Espagnat;J C Espagnat Bernard D'Whitehouse ISBN 978-0-521-33846-2. 翻譯自 Une incertaine réalité; le monde quantique, la connaissance et la durée.
- 1990 - Penser la science ou les enjeux du savoir.
- 1990 - Georges d'Espagnat.
- 1993 (合著) - Regards sur la matière des quanta et des choses.
- 1994 - Le Réel voilé, analyse des concepts quantiques. 英譯本 (2003), Veiled Reality: An Analysis of Quantum Mechanical Concepts, 2003, Westview Press, Boulder, Colorado, 494 pages. ISBN 978-0-8133-4087-6
- 1997 - Physique et réalité, un débat avec Bernard d'Espagnat. Atlantica Séguier Frontieres. ISBN 978-2-86332-216-1.
- 1998 - Ondine et les feux du savoir. Carnets d'une petite sirène.
- 1999 - Conceptual Foundations of Quantum Mechanics,Westview Press, Second Edition, Paperback · 352 Pages, ISBN 978-0-7382-0104-7
- 2006 - On physics and philosophy. Princeton University Press. ISBN 978-0-691-11964-9。法文原版 2002, Traité de physique et de philosophie.
- 2008 - Candide et le physicien (Candide and the Physicist), with Claude Saliceti.